# Lasionycta perplexella
Lasionycta perplexella es una especie de mariposa nocturna de la familia Noctuidae.
Habita en bosques subalpinos de píceas y abetos entre el Yukón meridional y el sur de Alberta y Washington.
Su envergadura es de 30-36 mm para los machos y de 33-36 mm para las hembras. Los adultos vuelan desde mediados de julio hasta agosto.
Aparece como una versión más pequeña de Lasionycta perplexa, difiriendo principalmente en la estructura más estrecha de las antenas masculinas.